# Сёренсен, Вилли
Вилли Сёренсен (дат. Villy Sørensen, 13 января 1929, Фредериксберг — 16 декабря 2001, Копенгаген) — датский писатель, переводчик, философ.

## Биография
Сын машиниста. Изучал философию в Копенгагенском и Фрайбургском университетах, курса не кончил. Как писатель дебютировал сборником рассказов-притч Странные истории (1953), который отечественная критика считает началом датского модернизма. В 1959—1963 вместе с Клаусом Рифбьергом издавал журнал Роза ветров. Помимо прозы, автор книг о Ницше, Вагнере, Кафке, Шопенгауэре, Сенеке, Киркегоре, Марксе (редактор сборника). Переводил Эразма, братьев Гримм, Кафку и др. (более 20 книг).

## Произведения
- Странные истории/ Sære historier, 1953
- Безвредные истории/ Ufarlige historier, 1955
- Поэты и демоны/ Digtere og dæmoner: Fortolkninger og vurderinger, 1959 (эссе)
- Ни — ни/ Hverken-eller: Kritiske betragtningen, 1961 (полемика с Или — или Киркегора)
- Nietzsche, 1963
- Formynderfortællinger, 1964
- Kafkas digtning, 1968
- Schopenhauer, 1969
- Mellem fortid og fremtid, 1969
- Midler uden mål, 1971
- Uden mål — og med, moralske tanker, 1973
- Seneca, 1976
- Бунт центра/ Oprør fra midten, 1978 (политологическое эссе, в соавторстве)
- Den gyldne middelvej, og andre debatindlæg i 1970erne, 1979
- Vejrdage, betragtninger 1980
- Alladin, 1981 (в соавторстве)
- Рагнарёк, гибель богов/ Ragnarok, en gudefortælling, 1982
- Røret om oprøret, 1982 (в соавторстве)
- En gudedrøm, ballet for Nyt Danske Danseteater, 1984
- De mange og De enkelte og andre småhistorier, 1986
- Demokratiet og kunsten, 1988
- Tilløb: dagbog 1949-53, 1988
- Den berømte Odysseus, 1988 (в соавторстве)
- Apollons oprør: de udødeliges historie, 1989
- Forløb: dagbog 1953-61, 1990
- Den frie vilje, 1992
- Иисус и Христос/ Jesus og Kristus, 1992
- Perioder: dagbog 1961-74, 1993
- Historien om Ødipus, 1995 (в соавторстве)
- Blot en drengestreg, 1996 (в соавторстве)
- På egne veje, 2000
- En ensom fugl, 2000
- 55 bagateller: prosatekster, 2002
- Sørensen om Andersen (2004)
- Sørensen om Kierkegaard (2007)

## Признание
Член Датской академии (1965). Почетный доктор Копенгагенского университета. Большая премия Датской академии (1962). Литературная премия Северного Совета (1974). Премия имени Х. К. Андерсена (1983). Литературная премия Шведской академии (1986, первый лауреат).
Проза и труды переведены на английский, французский, шведский, чешский и др. языки.

## Публикации на русском языке
- Приключения солдата в канун Рождества// Сказки для детей старше 18 лет. М.: Молодая гвардия, 1974
- Вилли Сёренсен. Рагнарёк. (пер. с датс. Б.Ерхова). М.: ИД "Городец", 2021. ISBN 978-5-907220-83-6